# جاي فارار
جاي فارار (بالإنجليزية: Jay Farrar)‏ هو مغني وكاتب أغاني وعازف قيثارة أمريكي، ولد في 26 ديسمبر 1966 في بلفيل في الولايات المتحدة.

## وصلات خارجية
- الموقع الرسمي
- جاي فارار على موقع ميوزك برينز (الإنجليزية)
- جاي فارار على موقع أول ميوزيك (الإنجليزية)
- جاي فارار على موقع ديسكوغز (الإنجليزية)